# Дже
Ջ, ջ (арм. ջեо файле дже, в кл. орф. ջէ, з.-арм. че) — двадцать седьмая буква армянского алфавита. Создал Месроп Маштоц в 405—406 годах.

## Использование
В восточноармянском языке обозначает звук [d͡ʒ], а в западноармянском — [t͡ʃʰ]. Числовое значение в армянской системе счисления — 900.
Использовалась в курдском алфавите на основе армянского письма (1921—1928) для обозначения звука [t͡ʃʰ].
В системах романизации армянского письма передаётся как ǰ (ISO 9985), j (BGN/PCGN, ALA-LC для восточноармянского), ch (ALA-LC для западноармянского). В восточноармянском шрифте Брайля букве соответствует символ ⠭ (U+282D), а в западноармянском — ⠉ (U+2809).

## Слова на дже
В армянском словаре слова начинающиеся на эту букву занимают около одного процента объёма.
- ջուր (джур) — вода

## Кодировка
И заглавная, и строчная формы буквы дже включены в стандарт Юникод начиная с версии 1.0.0 в блоке «Армянское письмо» (англ. Armenian) под шестнадцатеричными кодами U+054B и U+057B соответственно.

## Галерея

Округлый еркатагир
Прямолинейный еркатагир
Болоргир
Нотргир
Шхагир